# Pljeskavica
A pljeskavica tipikus balkáni húsétel, a horvátok, a szerbek, bosnyákok, bolgárok készítik; mindenütt a Balkánon. Eredendően bárányból, birkából készítették, később  marhahússal, sertéshússal keverve is.
Szerbia egyik nemzeti étele. Népszerű a szomszédos országokban, például Bosznia-Hercegovinában, Horvátországban és Montenegróban. A pljeskavica népszerű utcai étel Közép- és Kelet-Európa országaiban is, többek között Magyarországon, Macedóniában és Szlovéniában.
A pljeskavica főétel, amelyet hagymával, némi főtt babbal, ajvárral, körettel, kenyérrel tálalnak.

## Készítése
- darált marhahús
- darált sertéshús
- 70 dkg  bárányhús (darált)
- vöröshagyma  (kockára vágva)
- szódabikarbóna
- só
- bors
- olívaolaj (a formázáshoz)